# Hồng y (màu)
 #C41E3A 
Màu hồng y là màu từ ánh đỏ tới hồng, nó có tên như vậy là do màu của áo choàng của các hồng y của Kitô giáo thường mặc. Nó cũng là màu "chính thức" của Viện công nghê Massachusetts và trường Đại học Stanford.

## Tọa độ màu
```
Số Hex
 =  #C41E3A

RGB
   (r, g, b)      = (196, 30, 58)

CMYK
  (c, m, y, k)   = (0, 85, 70, 23)

HSV
 (h, s, v) =  (350, 85, 77)
```